# رایان فلاین
رایان فلاین (انگلیسی: Ryan Flynn؛ زادهٔ ۴ سپتامبر ۱۹۸۸) بازیکن فوتبال اهل اسکاتلند است.

## باشگاهی
از باشگاه‌هایی که در آن بازی کرده‌است می‌توان به باشگاه فوتبال رکسهام، باشگاه فوتبال فالکیرک، باشگاه فوتبال لیورپول، و باشگاه فوتبال شفیلد یونایتد اشاره کرد.

## تیم ملی
وی همچنین در تیم‌های ملی فوتبال زیر ۱۹ سال اسکاتلند بازی کرده‌است.